# Pico San Juan
El pico San Juan es el punto de mayor altitud de la zona central de la isla de Cuba con 1.140 metros sobre el nivel de mar.

## Contexto geográfico
Está situado en el municipio de Cumanayagua, de la provincia de Cienfuegos, y pertenece a la Sierra del Escambray o "Guamuhaya", la mayor cordillera del centro de Cuba. La montaña se alza sobre un escenario de 1.140 m s. n. m. de ríos, bosques, valles y cumbres. 
Contando originalmente con una altura de 1.142 m s. n. m., sus últimos 2 metros fueron rebajados hasta alcanzar la altura actual en la década de 1980, con el propósito de instalar un rada meteorológico que todavía se encuentra en ese lugar. En su cima, también se encuentra un busto del destacado espeleólogo cubano Dr. Antonio Núñez Jiménez.

## Historia
La Sierra del Escambray, en el Macizo "Guamuhaya", fue escenario de pequeños combates entre los aborígenes cubanos y los conquistadores españoles durante el siglo XVI. Posteriormente, durante el último tercio del siglo XIX, fue refugio de los mambises que luchaban por la independencia de Cuba (1868-1898). 
Finalmente, también fue escenario de la lucha armada en las décadas de 1950 y 1960, primero del Movimiento 26 de julio, el Directorio Revolucionario 13 de marzo y el Segundo Frente Nacional del Escambray contra el ejército del General Fulgencio Batista (1957-1958), y luego, durante la Rebelión del Escambray (1960-1965).